# Pterozonium maguirei
Pterozonium maguirei är en kantbräkenväxtart som beskrevs av David Bruce Lellinger. Pterozonium maguirei ingår i släktet Pterozonium och familjen Pteridaceae. Inga underarter finns listade.